# Niki Tsongas
Nicola "Niki" Tsongas, född Nicola Dickson Sauvage den 26 april 1946 i Chico, Kalifornien, är en amerikansk demokratisk politiker. Hon representerade delstaten Massachusetts femte distrikt i USA:s representanthus från 2007 till 2019.
Nicola Sauvage gick i skola i Narimasu American High School i Tokyo, medan fadern tjänstgjorde i flygvapnet. Hon studerade vid Michigan State University, Smith College och Boston University. Hon gifte sig 1967 med Paul Tsongas. Paret fick tre döttrar: Ashley, Katina och Molly. Paul Tsongas representerade Massachusetts i båda kamrarna av USA:s kongress. Han avled 1997 i cancer.
Kongressledamoten Marty Meehan avgick 2007. Tsongas besegrade republikanen Jim Ogonowski i fyllnadsvalet. Hon fick ingen utmanare i kongressvalet i USA 2008.